# Hitch Hike
Hitch Hike est une chanson de Marvin Gaye, coécrite avec Clarence Paul et William « Mickey » Stevenson, parue en single en décembre 1962 chez Motown. Comme pour sa chanson précédente Stubborn, les chœurs sont réalisés par Martha and the Vandellas. 
Il s'agit de la première entrée dans le top 30 du Billboard Hot 100 pour Gaye (30e au Billboard Hot 100 et 12e au classement R&B), qui fait danser le public dans les émissions American Bandstand et T.A.M.I. Show.

## Historique et description
La chanson raconte la mésaventure du narrateur qui fait du stop pour rechercher une fille, voyageant « à travers le monde » en pensant aux endroits où elle aurait pu se trouver, notamment St. Louis, les limites de Chicago et Los Angeles.
La chanson a déclenché un bref engouement lorsque des membres du public de l'émission American Bandstand ont dansé sur Hitch Hike. Marvin a interprété la chanson dans l'émission et a également fait le mouvement sur scène. La danse a également été exécutée lors de l'interprétation de la chanson par Marvin dans l'émission T.A.M.I. Show. Cash Box l'a décrit comme "un blues cha-cha-cha au rythme aléatoire ... que Gaye, soutenu par le chœur, présente dans un puissant style R&B-pop". Comme pour la chanson Stubborn, Martha and the Vandellas a accompagné Gaye sur cette chanson.

## Personnel
- Chant principal par Marvin Gaye
- Chœurs par The Vandellas : Martha Reeves, Rosalind Ashford et Annette Beard
- Arrangement et orchestration par The Funk Brothers :
  - Robert White, Eddie Willis et Joe Messina : guitares
  - James Jamerson : basse
  - Marvin Gaye : batterie et piano
  - Jack Ashford : tambourin, percussion
  - Earl Van Dyke : piano
  - Henry Cosby : saxophone ténor
  - Mike Terry : saxophone baryton
  - Thomas « Beans » Bowles : flûte

## Influence
La composition de Hitch Hike a inspiré There She Goes Again de Velvet Underground et l'intro à la guitare de There Is a Light That Never Goes Out des Smiths (Johnny Marr attribue spécifiquement la reprise des Rolling Stones comme source d'inspiration) apparaissant dans The Queen Is Dead.

Une autre chanson probablement basée sur Hitch Hike est You Can't Do That des Beatles, en particulier l'utilisation de la sonnaille, de congas et les arrêts prononcés à la fin des couplets.
Pistes de Out of Our Heads
Mercy, Mercy
(2) That's How Strong My Love Is
(4)

## Autres versions
Des artistes tels que The Sonics, The Rolling Stones, The Mothers of Invention et Alice Cooper ont repris cette chanson au cours de leurs premières années de carrière.
- Martha and the Vandellas la reprennent en utilisant le même enregistrement que celui de Gaye, dont la voix est remplacée par celle de Martha Reeve tandis que Rosalind Ashford et Betty Kelly sont aux chœurs. Une partie des percussions des Funk Brothers est ajoutée.
- La chanson est reprise par les Rolling Stones lors de la session d'enregistrement du 2 novembre 1964 aux studios RCA à Hollywood, Californie. Cette version apparait sur l'album Out of Our Heads en 1965.
- La chanson est également reprise par The Grass Roots et The Sonics en 1966.
- Paul McCartney interprète la chanson sur scène lors du concert au Comerica Park à Detroit, Michigan en 2011[5].